# Endosom
Endosom är en membranbunden organell som finns i eukaryota celler, vars huvudsakliga funktion är att sortera material som kommit in i cellen via endocytos.
Endosomerna sorterar de endocyterade ämnena och för de vidare till lysosomer för degradering, eller åter till plasmamembranet och cellytan. Endosomer utgör en plats för ämnen att vara i när de sorteras och innan de ska vidare. Deras insida håller lågt pH genom en ATP-driven protonpump. 
Det finns tidiga och sena endosomer. De tidiga befinner sig närmare plasmamembranet och mognar gradvis till de sena, som främst håller till närmare cellkärnan. Mognaden kan ske genom att de fuserar med varandra eller med redan existerande sena endosomer.
På väg till lysosomen passerar endocyterade ämnen först en tidig endosom och sedan en sen.
Endosomer medverkar även i proteinsorteringen, och proteiner skickas till dem indirekt via endoplasmatiskt retikulum.